# Pergalumna minoricana
Pergalumna minoricana är en kvalsterart som beskrevs av Pérez-Íñigo jr. 1991. Pergalumna minoricana ingår i släktet Pergalumna och familjen Galumnidae. Inga underarter finns listade i Catalogue of Life.